# شكرا لخدمتك
شكرا لخدمتك (بالإنجليزية: Thank You for Your Service)‏ هو فيلم سيرة ذاتية درامي أمريكي من إنتاج سنة 2017 من إخراج جيسون هول وبطولة مايلز تيلر وهيلي بنيت وجو كول وإيمي شومر وبيولا كويل و سكوت هيز، قصة الفيلم مبنية على كتاب شكرا لخدمتك لديفيد فينكل وألذي يتحدث عن مجموعة من الجنود الأمريكيين العائدين من حرب العراق ومعاناتهم النفسية بسبب الحرب.

## البطولة
- مايلز تيلر بدور الرقيب أدم شومان
- هيلي بنيت بدور ساسكيا شومان
- بيولا كويل بدور تاوسولو آييتي
- جو كول بدور بيلي وولر
- إيمي شومر بدور أماندا دوستر
- براد باير بدور الرقيب الأول جيمس دوستر
- كيشا كاسل هيوز بدور أليا
- سكوت هيز بدور مايكل أدم إيموري
- عمر دورسي بدور دانتي
- جيسون وارنر بدور المعالج النفسي
- شون مكغولدريك بدور كريس كيل الابن

## التقييم
حصل الفيلم على تقييم 77% في موقع الطماطم الفاسدة من 100 مراجعة، مدح النقاد أداء التمثيل في الفيلم عن معاناة الجنود من اللحظات المرعبة في الحرب إلا أنهم ذكروا أنه كان لا يزال ينقصه أشياء أخرى. في موقع ميتاكريتيك حصل الفيلم على تقييم 68 من 100 وحصل على 34 نقد معظمها إيجابي.

## وصلات خارجية
- شكرا لخدمتك على موقع IMDb (الإنجليزية)
- شكرا لخدمتك على موقع ميتاكريتيك (الإنجليزية)
- شكرا لخدمتك على موقع روتن توميتوز (الإنجليزية)
- شكرا لخدمتك على موقع ألو سيني (الفرنسية)
- شكرا لخدمتك على موقع Turner Classic Movies (الإنجليزية)
- شكرا لخدمتك على موقع أول موفي (الإنجليزية)
- شكرا لخدمتك على موقع بوكس أوفيس موجو (الإنجليزية)
- شكرا لخدمتك على موقع فيلمافينيتي (الإسبانية)
- شكرا لخدمتك على موقع قاعدة بيانات الفيلم (الإنجليزية)
- شكرا لخدمتك على موقع ليتربوكسد (الإنجليزية)

- الموقع الرسمي
- شكرا لخدمتك على قاعدة بيانات الأفلام على الإنترنت